# Мачакон
Мачакон (ісп. Machacón) — муніципалітет в Іспанії, у складі автономної спільноти Кастилія-і-Леон, у провінції Саламанка. Населення — 489 осіб (2010).
Муніципалітет розташований на відстані близько 160 км на захід від Мадрида, 12 км на схід від Саламанки.
На території муніципалітету розташовані такі населені пункти: (дані про населення за 2010 рік)
- Франкос-В'єхо: 29 осіб
- Мачакон: 285 осіб
- Нуево-Франкос: 175 осіб

## Демографія
Динаміка населення (INE ):

## Зовнішні посилання
- Провінційна рада Саламанки: індекс муніципалітетів [Архівовано 23 квітня 2009 у Wayback Machine.]
- Посилання на Google Maps